# Lecce nei Marsi
Lecce nei Marsi község (comune) Olaszország Abruzzo régiójában, L’Aquila megyében.

## Fekvése
A megye déli részén fekszik. Határai: Collelongo, Gioia dei Marsi, Ortucchio, Pescasseroli és Villavallelonga.

## Története
Első írásos említése a 15. századból származik, bár a történelmi emlékek szerint valószínűleg a longobárdok alapították. A következő századokban nemesi birtok volt. Önállóságát a 19. század elején nyerte el, amikor a Nápolyi Királyságban felszámolták a feudalizmust.

## Népessége
A népesség számának alakulása:

## Főbb látnivalói
- San Biagio-templom
- Santa Maria Assunta-templom